# Revit
Autodesk Revit es un software de Modelado de información de construcción (BIM, Building Information Modeling), para Microsoft Windows, desarrollado actualmente por Autodesk. Permite al usuario diseñar con elementos de modelación y dibujo paramétrico. BIM es un paradigma del dibujo asistido por computador que permite un diseño basado en objetos inteligentes y en tres dimensiones. De este modo, Revit provee una asociatividad completa de orden bi-direccional. Un cambio en algún lugar significa un cambio en todos los lugares, instantáneamente, sin la intervención del usuario para cambiar manualmente todas las vistas. Un modelo BIM debe contener el ciclo de vida completo de la construcción, desde el concepto hasta la edificación. Esto se hace posible mediante la subyacente base de datos relacional de arquitectura de Revit, a la que sus creadores llaman el motor de cambios paramétricos.
Autodesk compró la compañía texana Revit Technology Corporation por 133 millones de dólares en 2002. 
Autodesk está continuamente mejorando y actualizando este software, sacando una nueva versión oficial cada año.

Niveles de desarrollo BIM (LOD) con los aspectos y escalas que abarcan según su grado.

## Productos
A partir de la versión 2010, Autodesk introduce la interfaz gráfica Ribbon en Revit, la cual sustituye las clásicas barras de menús por pestañas grandes, donde se almacenan las distintas herramientas del programa, similar a la interfaz de Microsoft Office 2010. Con la introducción de la interfaz Ribbon, se añaden nuevos iconos, cinta de opciones y la ventana de propiedades para editar los parámetros del proyecto.
Desde Revit 2013, todas las funcionalidades de Revit están disponibles en un único producto.
En 2013, Autodesk publicó el software de funcionalidades limitadas (Crippleware) Revit LT para el mercado de entrada hacia una versión completa del completo Revit 2013. Ese mismo año, Autodesk comenzó a introducir las licencias alquiladas para alguno de sus productos, incluyendo Revit.
Autodesk vende Building Design Suites, cada una de las cuales incluye una selección de diferentes paquetes de software. Revit se incluye en las suites Premium y Ultimate.
Con el lanzamiento de Revit 2015, Autodesk abandonó el soporte para Windows 32-bit.
En la versión de Revit 2016 incluye todos los idiomas, sin necesidad de instalarlos, donde anteriormente se tenían que instalar para configurar al idioma preferido. 
En Revit 2017, Autodesk decide desaparecer las versiones Revit MEP y Structure para enfocarse únicamente a la versión Revit.
En Revit 2019, se integra soporte multipantalla, herramientas de diseño de acero, soporte y mejoras de IFC4, entre otras funciones.

## Extensiones de Trabajo
Al igual que otros softwares BIM, Revit dispone de una amplia variedad de extensiones que enriquecen el flujo de trabajo de éste, tales como la herramienta Dynamo, (un programa de programación de código abierto que facilita desarrollar geometrías complejas y mejora el proceso de trabajo de Revit).

## Uso e implementación
Revit es un software CAD BIM, donde colaboran diferentes disciplinas dentro del diseño arquitectónico y constructivo. Dentro, las principales disciplinas que se utilizan en Revit son arquitectura, estructura, mecánica, fontanería, electricidad y coordinación; las cuales, se pueden desglosar sub-disciplinas, acorde a las necesidades del usuario. Las empresas que adoptan el software, pueden examinar el proceso del flujo de trabajo existente para determinar de qué manera deben emplear esta herramienta de colaboración.
Otro uso principal de Revit es la implementación de uso de fases, que sirven para determinar el proceso de obra nueva o remodelación de algún proyecto arquitectónico. Cada fase puede representar el proceso constructivo de un edificio como son trazo y nivelación, cimentaciones, estructura, colocación de muros, instalaciones, acabados y etc.

## Historia de lanzamientos
Historial de lanzamientos de Revit a lo largo de su historia
| Versión                          | Desarrollador                | Fecha de lanzamiento | Cambios significativos                    |
| -------------------------------- | ---------------------------- | -------------------- | ----------------------------------------- |
| Revit 0.1                        | Charles River Software       | 1999, noviembre      | Early Adopter 1                           |
| Revit 0.2                        | Charles River Software       | 2000, enero          | Early Adopter 2                           |
| Revit 1.0                        | Revit Technology Corporation | 2000, abril          | Primer lanzamiento público                |
| Revit 2.0                        | Revit Technology Corporation | 2000, agosto         | -                                         |
| Revit 2.1                        | Revit Technology Corporation | 2000, octubre        | -                                         |
| Revit 3.0                        | Revit Technology Corporation | 2001, febrero        | -                                         |
| Revit 3.1                        | Revit Technology Corporation | 2001, junio          | -                                         |
| Revit 4.0                        | Revit Technology Corporation | 2001, noviembre      | -                                         |
| Revit 4.1                        | Revit Technology Corporation | 2002, enero          | -                                         |
| Revit 4.5                        | Autodesk                     | 2002, mayo           | Primer lanzamiento de Autodesk            |
| Revit 5.0                        | Autodesk                     | 2002, diciembre      | -                                         |
| Revit 5.1                        | Autodesk                     | 2003, mayo           | -                                         |
| Revit 6.0                        | Autodesk                     | 2003, diciembre      | -                                         |
| Revit 6.1                        | Autodesk                     | 2003, marzo          | -                                         |
| Revit 7.0                        | Autodesk                     | 2004, diciembre      | -                                         |
| Autodesk Revit Building 8.0      | Autodesk                     | 2005, febrero        | Nuevo nombre: Autodesk Revit Building     |
| Autodesk Revit Building 8.1      | Autodesk                     | 2005, agosto         | -                                         |
| Autodesk Revit Building 9.0      | Autodesk                     | 2006, abril          | -                                         |
| Revit Architecture 2008          | Autodesk                     | 2007, abril          | Nuevo nombre: Revit Architecture          |
| Revit Architecture 2009          | Autodesk                     | 15 de abril de 2008  | -                                         |
| Autodesk Revit Architecture 2010 | Autodesk                     | 16 de abril de 2009  | Nuevo nombre: Autodesk Revit Architecture |
| Autodesk Revit Architecture 2011 | Autodesk                     | 16 de abril de 2010  | -                                         |
| Autodesk Revit Architecture 2012 | Autodesk                     | 11 de abril de 2011  | -                                         |
| Autodesk Revit Architecture 2013 | Autodesk                     | 27 de marzo de 2012  | -                                         |
| Autodesk Revit Architecture 2014 | Autodesk                     | 26 de marzo de 2013  | -                                         |
| Autodesk Revit Architecture 2015 | Autodesk                     | 11 de abril de 2014  | -                                         |
| Autodesk Revit Architecture 2016 | Autodesk                     | 13 de abril de 2015  | -                                         |
| Autodesk Revit 2017              | Autodesk                     | 18 de abril de 2016  | Todo en uno                               |
| Autodesk Revit 2018              | Autodesk                     | 13 de abril de 2017  | -                                         |
| Autodesk Revit 2019              | Autodesk                     | 11 de abril de 2018  | Diseñar, optimizar y conectar             |
| Autodesk Revit 2020              | Autodesk                     | Abril de 2019        | Multimonitor                              |
| Autodesk Revit 2021              | Autodesk                     | Abril de 2020        |                                           |
| Autodesk Revit 2022              | Autodesk                     | Junio de 2021        | Duplicar planos                           |
| Autodesk Revit 2023              | Autodesk                     | Agosto de 2022       | Tablas multicategoría mejoradas           |

## Licencias
Revit dispone de dos tipos de licencias: comercial y educativa.
La versión comercial es una licencia ilimitada de uso del programa. El usuario que adquiere esta licencia puede utilizar todos los servicios ofrecidos por Autodesk. 
La licencia educativa es una licencia exclusiva para estudiantes y académicos, tiene un uso de tres años con posibilidad de renovarse otros tres años más.

## Mercado
Revit ha sido adoptado por muchas empresas de construcción y usuarios independientes. En países de Europa como Reino Unido se ha vuelto obligatorio presentar los proyecto en plataformas BIM para tener un mejor control de las obras y tener menos pérdidas al ejecutarse. A pesar de su creciente popularidad, Revit también compite frente a otros programas informáticos como ArchiCAD, Vectorworks, Allplan, Visual Arq, Edificius, Tekla Structures, Aecosim entre otros; las cuales, también ocupan parte del mercado en aplicaciones CAD/BIM.
En España comienza a abrirse paso en las distintas administraciones. Según los comentarios y las reuniones de expertos todo indica que para el 2018 las administraciones públicas solicitarán de forma obligatoria los proyectos técnicos en formato BIM. Aunque decir BIM no es decir necesariamente Revit. La alta accesibilidad de la casa Autodesk a las ingenierías que ya son usuarios de AutoCAD lo convierten probablemente en el programa BIM de referencia.